# Kazimierz Grocholski
Kazimierz Grocholski, v německojazyčném prostředí též Kazimir von Grocholski (1815 Rożyska u Tarnopolu – 10. prosince 1888 Opatija), byl rakousko-uherský, respektive předlitavský politik polského původu z Haliče, v roce 1871 první ministr pro haličské záležitosti.

## Biografie
Pocházel z polské šlechtické rodiny. Studoval právo na Lvovské univerzitě a Vídeňské univerzitě. V roce 1839 získal titul doktora práv. Nastoupil pak do státních služeb. Od roku 1847 se angažoval i politicky v následujícím období publikoval četné studie a články o společenských a hospodářských otázkách Haliče. V roce 1861 byl zvolen poslancem Haličského zemského sněmu a téhož roku se stal i poslancem vídeňské Říšské rady za velkostatkářskou kurii (slib složil 11. května 1861). Opětovně zasedal ve sněmovně i v následujícím funkčním období 1867-1870. V letech 1867–1869 přitom zastával i post člena zemského výboru Haliče a vicemaršálka zemského sněmu. Na Říšské radě od roku 1868 působil jako předseda Polského klubu a z této pozice prosazoval rozsáhlou autonomii pro Halič. Právě kvůli nenaplněným autonomistickým požadavkům haličských politiků 31. března 1870 rezignoval na poslanecký mandát. V parlamentní politice ale zůstal. Ve funkčním období 1870-1871 byl opět poslancem Říšské rady. Zvolen byl haličským sněmem do Říšské rady i v roce 1871, ale v rámci opozice proti centralistickému pojetí Předlitavska křeslo nepřevzal a roku 1873 byl jeho mandát prohlášen za zaniklý. Patřil do východohaličské konzervativní skupiny (tzv. Podolacy).
5. února 1871 se stal ministrem pro haličské záležitosti Předlitavska ve vládě Karla von Hohenwarta. Funkci si udržel i v nové vládě Ludwiga von Holzgethana. Na ministerském postu setrval do 22. listopadu 1871. Šlo o prvního ministra, který ve vládě fakticky působil jako reprezentant Haliče v rámci posílení jejího autonomního statutu.
V následném období dále působil jako předák Polského klubu v parlamentu, kde společně s českými a německými konzervativními poslanci tvořil od konce 70. let 19. století provládní většinu na podporu vlády Eduarda Taaffeho. Poslanecké křeslo získal v prvních přímých volbách do Říšské rady roku 1873 (za kurii velkostatkářskou v Haliči). Slib složil 10. listopadu 1873 a poslanecký mandát obhájil ve volbách do Říšské rady roku 1879 a ve volbách do Říšské rady roku 1885 (v obou volbách nyní za kurii venkovských obcí, obvod (Tarnopol, Zbaraz, Skalat). Poslancem byl až do své smrti.